# Mikey Way
Michael James Way (ur. 10 września 1980 w Newark w USA), gitarzysta basowy zespołu My Chemical Romance (2001- 2013, od 2019), były rytmiczny gitarzysta w zespole Electric Century.

## Dzieciństwo i początki w zespole
Członek zespołu od 2001 roku. Jest młodszym (o 3 lata) bratem Gerarda Waya, wokalisty tejże formacji. Urodził się w Newark w stanie New Jersey. Pod okiem mamy i babci dorastał i chodził do szkoły w Belleville, podobnie jak jego brat. Na basie uczył się grać już jako 10-latek, jednak postanowił skupić się na nauce i zaprzestał gry. To Mikey Way wymyślił nazwę dla zespołu brata, gdy pracując w księgarni Barnes & Noble, natknął się na książkę Irvine Welsha pt. „Ecstasy: Three Tales of Chemical Romance”.

## Kariera muzyczna
Mikey udał się do college’u głównie po to, by poznać nowych ludzi, z którymi mógłby założyć zespół. Odszedł od tego pomysłu i skończył pomagając w wytwórni Eyeball Records. Dzięki czemu zaczął integrować się z życiem lokalnej sceny muzycznej.
Przyłączenie Mikey'ego do zespołu zostało zasugerowane przez Alexa Saavedrę. Way wówczas nie miał dużego doświadczenia w graniu na gitarze basowej, przez co nie dostał się wcześniej do zespołu Pencey Prep. Kiedy Mikey usłyszał, o propozycji dołączenia do My Chemical Romance, zaczął rozwijać swoje umiejętności gry na gitarze basowej.
Rok po rozpadzie My Chemical Romance, Mikey wspólnie z Davidem Debiakiem założył Electric Century.
Duet wydał pierwszą piosenkę „I Lied” 26 lutego 2014 roku. W tym samym miesiącu zespół Mikey'ego został przedstawiony w magazynie Alternative Press, jako jeden ze 100 zespołów, które należy poznać. Magazyn wspomniał, że zespół ma wystarczającą liczbę piosenek, aby wydać płytę.
13 stycznia 2015 roku, zespół wypuścił swój drugi singiel zatytułowany „Let You Get Away”.
W marcu 2015 roku Electric Century ogłosiło, że wypuści EPkę podczas Record Store Day, tym samym, 18 kwietnia światło dzienne ujrzały piosenki „Right There”, „Hail the Saints” oraz „If Heaven Will Have Me”.
9 marca 2016 debiutancki album Electric Century został dołączony jako darmowy bonus do brytyjskiego tygodnika muzycznego, Kerrang!.

## Życie prywatne
Po sukcesie trzeciego albumu studyjnego My Chemical Romance ujawniły się problemy psychiczne muzyka - zaczął cierpieć na zaburzenia afektywne dwubiegunowe. Długa terapia pomogła mu wyjść z kryzysu. 7 marca 2007 roku ożenił się z długoletnią przyjaciółką, Alicia Simmons. 23 kwietnia ogłoszono, że Mikey opuści na jakiś czas My Chemical Romance, aby spędzić trochę czasu z żoną, z dala od zgiełku medialnego. Przez ten czas zastępował go na koncertach Matt Cortez, technik gitarowy zespołu. 29 sierpnia Gerard Way podczas występu My Chemical Romance w ramach Projekt Revolution ogłosił powrót Mikey'ego do zespołu, który nastąpił wraz z jesiennymi koncertami w Europie. W 2013 roku Way rozwiódł się z Alicią, a rok później zaczął spotykać się z Kristin Blandford, z którą zaręczył się 28 marca 2015 roku. 25 listopada 2014 roku, na stronie Electric Century, Way otwarcie przyznał się do swojego problemu z używkami. Poinformował również, że jest na dobrej drodze do wyjścia z nałogu.

## Dyskografia
My Chemical Romance
- I Brought You My Bullets, You Brought Me Your Love (2002)
- Three Cheers for Sweet Revenge (2004)
- The Black Parade (2006)
- Danger Days: The True Lives of the Fabulous Killjoys (2010)
- Conventional Weapons (2013)

Electric Century
- „I Lied” (2014), singiel
- „Let You Get Away” (2015), singiel
- Electric Century – (2015), EPka
- „Right There” (2015), singiel
- Hail the Saints (2015), singiel
- For The Night To Control (2016), long play